# Ортега, Луис
Луис Ортега (Эдди Мосиэв) — художник, философ и поэт.

## Биография
Родился в 1937 году в Испании, после потери родителей в испанской гражданской войне воспитывался в семье македонцев в Югославии и в СССР. Семья Луиса Ортеги живёт в Лос-Анджелесе (Беверли Хиллз). Международный фонд его имени был учрежден в 1981 году, ныне действует в 9 странах, включая Россию.
В период гражданской войны в Испании Ортега потерял родителей и двухлетним ребёнком был привезён в Советский Союз, где получил имя Эдди Мосиэв.
Умер в Москве на 75-м году жизни 28 марта 2012 года. Похоронен на Троекуровском кладбище.
В марте 2019 года в Москве презентовали памятник выдающемуся художнику, философу и поэту, на котором он изображён в схватке с быком.

## Вклад в искусство
Создал собственный творческий метод — новую сложную технику инкорель.
Его искусство признано крупнейшими мировыми экспертами, его работы хранятся в личной коллекции короля Испании Хуана Карлоса I, в библиотеке Конгресса США и в Ватикане. Художественные произведения находятся в 109 музеях и в 300 частных коллекциях 30 стран, экспонируются в музеях Москвы и Санкт-Петербурга (в Музее имени Пушкина, Эрмитаже, Русском музее), выставляясь вместе с Пикассо, Матиссом, Дали. Портретная галерея русских писателей и поэтов (Пушкин, Достоевский, Цветаева, Ахматова, Мандельштам, Пастернак и др.), выполненная в уникальной технике (рулетой), в которой работал только Ортега, расположена в домах-музеях этих писателей в Москве и Санкт-Петербурге. Художник был иллюстратором более 70 произведений советских и российских авторов.